# Costus lucanusianus
Costus lucanusianus är en enhjärtbladig växtart som beskrevs av Josias Braun-Blanquet och Karl Moritz Schumann. Costus lucanusianus ingår i släktet Costus och familjen Costaceae. Inga underarter finns listade.